# Baveň
Baveň (také Bavině) je zaniklá vesnice jihovýchodně od obce Žákava v okrese Plzeň-jih, která se nacházela nedaleko výšinného sídliště Babiny na svahu tehdy nezalesněného vrchu Kamensko. Zdrojem vody tak byla pravděpodobně řeka Bradava.
První písemná zmínka je z roku 1587, kdy je ves, patřící k panství Spálené Poříčí, již udávána jako pustá. Jiných písemných zmínek není.
První výzkum byl proveden v srpnu 1884, kdy však byly zbytky středověkých domů považovány za pohanské mohyly. V 80. letech 20. století pak proběhl archeologický sběr zlomkové keramiky.